# Розтили (станція метро)
50°02′14″ пн. ш. 14°28′40″ сх. д. / 50.03722° пн. ш. 14.47778° сх. д.
Розтили (чеськ. Roztyly) — станція Празького метрополітену. Розташована на лінії C між станціями «Качеров» і «Ходов».

## Історія і походження назви
Станція була відкрита 7 листопада 1980 року у складі другої пускової дільниці лінії C «Качеров» — «Гає». До 1990 року називалася Primátora Vacka — на честь приматора (мера) міста Вацлава Вацка.

## Архітектура і оформлення
Конструкція станції — однопрогінна (глибина закладення — 6 м) з однією острівною платформою.